# Miroslava (Iași)
Miroslava est une commune de Moldavie roumaine, dans le județ de Iași. Elle fait partie de la zone métropolitaine de Iași.
Au recensement de la population de 2011, le nombre d'habitants s'élevait à 11 958 habitants.

## Histoire
Des preuves d'habitation continsontont été découvertes dans divers sites archéologiques, la commune de Miroslava ayant dans sa composition certains des plus anciens villages documentés de la région du comté d'Iași. La première mention documentaire d'une localité dans le secteur de la commune de Miroslava fait référence à Vorovești et remonte à 1434. Les autres villages composants sont attestés selon la chronologie suivante : Balciu – 1446 Brătuleni – 1456 Uricani – 1456 Proselnici – 1490 Ciubești – 1503 Miroslava – 1579 Găureni – 1583 Cornești – 1613 Horpaz – 1646 Valea Adâncă – 1782 Dancaș2 – 1782 Ursului.
En 1950, ces communes sont transférées à la ville régionale de Iasi, siège de la région de Iasi. En 1968, ils retournent dans le comté d'Iași rétabli, tandis que la commune de Cornești est abolie, ses villages passant à la commune de Miroslava ; à cette époque également, le village d'Ezăreni a également été supprimé et fusionné avec le village de Horpaz (anciennement dans la commune de Galata puis dans la commune de Cornești),.

## Localisation
La commune de Miroslava est située dans la partie centrale du département, au nord du plateau de Bârlad, sur la rive droite du Bahlui, à proximité sud-ouest de la commune de Iasi. Elle est traversée par la rocade de Iasi, désignée comme route nationale, avec le nom DN28D, une route qui relie la commune au nord avec Valea Lupului et au sud-est avec Ciurea. Sur le territoire de la commune se trouve également la forêt d'Uricani, une zone protégée de type forestier où sont protégées les espèces de gorun, de chêne pédonculé et de tilleul argenté.

## Démographie
Selon le recensement effectué en 2011, la population de la commune de Miroslava s'élève à 11.958. habitants, en augmentation par rapport au recensement précédent de 2002, où 8.073 habitants sont recensés. La plupart des habitants sont roumains (92,63%). D'un point de vue religieux, la majorité des habitants sont orthodoxes (88,79%), avec une minorité de catholiques romains (1,56%). Pour 7,24% de la population, l'appartenance religieuse n'est pas connue.

## Personnalités liées à la ville
- Dimitrie Anghel (1872-1914), écrivain, né au village de Cornești (sur la commune).